# Canadá en los Juegos Paralímpicos de Tel Aviv 1968
Canadá estuvo representado en los Juegos Paralímpicos de Tel Aviv 1968 por un total de 25 deportistas, 18 hombres y siete mujeres.

## Medallistas
El equipo paralímpico canadiense obtuvo las siguientes medallas:
| Nombre        | Deporte            | Evento                                   |
| ------------- | ------------------ | ---------------------------------------- |
| Oro           |                    |                                          |
| Binns         | Atletismo          | 60 m novel B femenino                    |
| Eugene Reimer | Atletismo          | Maza B masculino                         |
| Eugene Reimer | Atletismo          | Disco B masculino                        |
| Patterson     | Atletismo          | 60 m novel A masculino                   |
| Wilson        | Atletismo          | 60 m novel B masculino                   |
| Binns         | Natación           | 25 m libre incompleta clase 2 femenino   |
| Plata         |                    |                                          |
| Binns         | Atletismo          | Eslalon B femenino                       |
| W. Dann       | Atletismo          | 60 m novel C masculino                   |
| Neault        | Atletismo          | Maza D masculino                         |
| Eugene Reimer | Atletismo          | Jabalina B masculino                     |
| McPherson     | Natación           | 50 m espalda incompleta clase 3 femenino |
| Miller        | Natación           | 50 m espalda completa clase 4 femenino   |
| Bronce        |                    |                                          |
| Seeley        | Atletismo          | Maza C femenino                          |
| Seeley        | Atletismo          | Jabalina C femenino                      |
| Bourne        | Atletismo          | 60 m novel B masculino                   |
| Schmid        | Bolos sobre hierba | Individual masculino                     |
| McPherson     | Natación           | 50 m braza incompleta clase 3 femenino   |
| McPherson     | Natación           | 100 m braza clase abierta femenino       |
| Schuster      | Natación           | 50 m libre incompleta clase 3 masculino  |